# Movimento Democratico e Sociale (Marocco)
Il Movimento Democratico e Sociale (in francese: Mouvement démocratique et social; in arabo: الحركة الديمقراطية والاجتماعية) è un partito politico marocchino di centro-destra fondato da Mahmoud Archane nel 1996, a seguito di una scissione dal Movimento Nazionale Popolare (a sua volta costituito, nel 1991, da una componente del Movimento Popolare).

## Risultati
| Elezione          | Voti    | %    | Seggi    |
| ----------------- | ------- | ---- | -------- |
| Parlamentari 1997 | 603 156 | 9,47 | 32 / 325 |
| Parlamentari 2002 | 163 546 | 2,70 | 7 / 325  |
| Parlamentari 2007 | 168 960 | 3,67 | 9 / 325  |
| Parlamentari 2011 | 81 324  | 1,71 | 2 / 395  |
| Parlamentari 2016 | 77 630  | 1,34 | 3 / 395  |